# Tipping-Point
Der Anglizismus Tipping Point (deutsch „Umkipppunkt“, „Kipppunkt“ oder „Kippelement“) ist in der Netzwerkökonomik die kritische Masse, die erforderlich ist, damit sich eine Nachricht oder ein Sozialverhalten massenhaft verbreitet. Auch andere Fachgebiete verwenden diesen Begriff.

## Allgemeines
Der Begriff Tipping Point stammt aus der Massenpsychologie und Soziologie, wo er einen kritischen Punkt in einer Situation, einem Prozess, einem Trend oder einem System beschreibt, an dem eine kleine zusätzliche Änderung eine bedeutende und oft irreversible Wirkung oder Veränderung auslöst. Der Tipping Point und der Wendepunkt in der Mathematik (englisch inflection point) werden manchmal als synonym gesehen, beide haben jedoch im Englischen vollkommen andere Bezeichnungen und Begriffsinhalte.

## Entstehungsgeschichte
Morton Grodzins adaptierte 1957 den Begriff aus der Physik, wo die Zufügung eines weiteren Objekts zu einem ausbalancierten Objekt dieses zum Umkippen (englisch tip over) bringt (siehe das Verhalten von Gleichgewichten bei Störungen). Grodzins untersuchte die damalige Rassentrennung (englisch segregation) in städtischen Wohngebieten der USA und stellte fest, dass bei nur geringem schwarzen Bevölkerungsanteil die Demografie gleich blieb. Beobachtet nun aber die weiße Bevölkerungsmehrheit den Zuzug größerer Gruppen von Schwarzen, wird dies einen massenhaften Wegzug Weißer zu Folge haben. Diesen Zeitpunkt bezeichnete er als Tipping Point.
Thomas Schelling entwickelte 1971 in seinem Segregationsmodell die Theorie des „Nachbarn rauskegeln“ (englisch neigborhood tipping). Tipping liegt danach vor, wenn eine wahrnehmbare Minderheit in der Nachbarschaft eine Größe erreicht, welche die Mehrheit der anderen Nachbarn zum Auszug veranlasst und sich damit die Zusammensetzung der Nachbarschaft verändert. „Der Punkt, an welchem im folgenden Jahr ein gesteigerter Anteil von Schwarzen Menschen vorhanden ist, heißt Kipppunkt“ (englisch …exaggerated increase the following year in the proportion of negroes, then we have found the ‚tipping point‘ …). Dieser schnelle Wandel in der Bevölkerungsstruktur ist Morton Grodzins zufolge nur schwer umkehrbar.

## Weitere Verwendungen

### Netzwerkökonomie
In der Netzwerkökonomie gibt es unter anderem zwei Fachgebiete, die sich mit dem Tipping Point auseinandersetzen.
- Netzwerkökonomie: Robert Metcalfe bezeichnete in seinem Metcalfeschen Gesetz den Tipping Point als die in einem Netzwerk erforderliche kritische Masse an Benutzern; wird sie überschritten, gelten die ursprünglichen Gesetzmäßigkeiten des Netzwerks nicht mehr.[6] Am Straßennetz lässt sich dies leicht erklären: Wird die normale Netzlast des Straßennetzes durch Verkehrsteilnehmer etwa zur Hauptverkehrszeit überschritten, kommt es zu Verkehrsstaus und langfristig zum Verkehrsinfarkt – einer Netzstörung, bei welcher die Kosten (Staukosten) den Nutzen für jeden Verkehrsteilnehmer überschreiten.
- Malcolm Gladwells im Jahre 2000 erschienenes Buch[7] befasst sich mit der Theorie zur Entstehung sozialer Epidemien und mit der Frage, welche Faktoren für ihre Verbreitung nötig sind.[8] Gladwell, durch dessen Buch der Begriff popularisiert wurde, beschreibt den Tipping Point als den Moment, bei dem in einer Online-Community die kritische Masse erreicht wird, an dem der „Virus“ zu einer Epidemie wird und sich somit exponentiell ausbreitet.[9] Der Virus sind hier Nachrichten, Meinungen oder soziales Verhalten, die sich massenweise verbreiten. Geeignet sind vor allem Massenmedien (Fernsehen, Blogs, E-Mails, Internetforum, Rundfunk, soziale Netzwerke) und dabei insbesondere die Meinungsführer (Anchor Man, Blogger, Influencer), die innerhalb ihrer Gruppe, jedoch nicht unbedingt allgemein, als Experten angesehen werden.[10]

Gladwell hat drei Faktoren identifiziert, die für die Ausbreitung einer Epidemie verantwortlich sind:
The Law of the Few (deutsch „Das Gesetz der Wenigen“)
Nicht alle Mitglieder einer Gruppe haben den gleichen Einfluss. Vielmehr haben einzelne Mitglieder einen überproportional großen Einfluss, Veränderungen herbeizuführen.
Stickiness (deutsch „Haftenbleiben“)
Die Präsentation einer Botschaft hat einen großen Einfluss darauf, ob die Adressaten tatsächlich zum Handeln motiviert werden können. Hierbei können auch kleine Änderungen große Auswirkungen haben. Zum Beispiel floppte die Kindersendung „Sesamstraße“ bei ersten Pilotversuchen in den USA, wurde dann jedoch ein Erfolg. Das ursprüngliche Konzept wurde nur durch die Hinzufügung der Figur Bibo geändert.
The Power of Context (deutsch „Umweltbedingungen“)
Menschen sind in ihrem Handeln sehr stark von den Umgebungsbedingungen der jeweiligen Situation beeinflusst. Insofern sind die Ausbreitung von Epidemien und der Erfolg von Maßnahmen abhängig von der Situation der Adressaten. Ein Beispiel hierfür ist die Anwendung der Broken-Windows-Theorie durch New Yorks Bürgermeister Rudy Giuliani ab 1994. Die Polizei New Yorks konzentrierte sich auf die Bekämpfung von Bagatellverbrechen, die jedoch die Lebensqualität der Einwohner New Yorks beeinträchtigten, um so Zeichen für „Null Toleranz“ zu setzen. Die Politik Giulianis führte zu einem erheblichen Rückgang der Verbrechen in New York. Den potentiellen Verbrechern in New York wurde deutlich gemacht, dass „Null Toleranz“ auch gegenüber kleinen Übertretungen herrscht. Diese Haltung wurde zum Tipping Point in der Verbrechensstatistik New Yorks.
In einem Interview im ZEITmagazin weist Gladwell auf eine andere Theorie hin. Menschen mit Bleivergiftung werden demnach enthemmt. „In den USA verschwand das Blei 1973 aus dem Benzin. Genau 18 Jahre später, als die damals Geborenen also in das Alter kamen, in dem man gemeinhin kriminell wird, beginnt der steile Abfall der Kriminalitätsrate in Großstädten.“ Steven Levitt hingegen beschreibt die Studie von Lott und Whitley, die eine plausiblere Alternativerklärung aufzeigt, indem sie sich anhand statistischer Daten mehrerer Länder dem Thema nähert. Es ist davon auszugehen, dass eine Vielzahl von Faktoren zu diesem Effekt beitragen, erst die Einbeziehung all dieser in eine groß angelegte Studie könnte genauere Aufschlüsse über eventuelle Kausalitäten geben.

### Marketing
Bei der Marktbearbeitung müssen nicht alle potenziellen Güternachfrager von einem Produkt überzeugt werden. Es genügt vielmehr, wenn eine bestimmte Anzahl von Verbrauchern überzeugt wird, damit sich das Produkt durchsetzt. Die Kenntnis vom Schwellenwert, an dem der Tipping Point für Mitläufer oder das Herdenverhalten erreicht wird, ist von großer Bedeutung für Preisbildung und Marketing.
Digitalkamera ersetzt Analogkamera
Beim Übergang von der Analogkamera zur Digitalkamera kann ein Tipping Point festgestellt werden. Innerhalb dreier Jahre ist der Marktanteil der Digitalkameras beim Verkauf von 5 % auf 90 % gestiegen.
Flachbildschirm ersetzt Röhrenmonitor
Auch beim Übergang vom Röhrenmonitor zum Flachbildschirm war ein Tipping Point zu beobachten. Innerhalb dreier Jahre ist der Marktanteil der Flachbildschirme von 5 % auf 90 % gestiegen.

### Management
In der Wirtschaft wird das Phänomen Tipping Point als Element eines Führungsstils betrachtet. Man geht davon aus, dass Veränderungen in der Organisation nicht auf der Verwandlung der Masse beruhen. Vielmehr muss man sich auf Einzelne bzw. Extreme konzentrieren, welche einen asymmetrisch großen Einfluss auf die sogenannte Performance haben und so rasch einen Tipping Point zur Veränderung auslösen.

### Klimatologie
In der Klimaforschung kann der Tipping-Point in Klimamodellen der Punkt bei der Entwicklung des Klimas sein (z. B. spontane grundsätzliche Änderungen im globalen Wärmetransport durch veränderte Wasser- oder Luftströmungen), an welchem  teils unumkehrbare Veränderungen in Ökosystemen oder klimatischen Mustern  in sehr kurzer Zeit verursacht werden, wie das Abschmelzen der polaren Eiskappen, des Grönländischen Eisschilds oder eine Veränderung beim El-Niño-Phänomen.
Das System Erde besitzt eine Vielzahl von aufeinander wirkenden Rückkopplungen. Dies führt dazu, dass eine graduelle Klimaveränderung gravierende Folgen haben kann. Diese können in Form von abrupten Klimawechseln das Klima auf regionaler oder globaler Ebene beeinflussen. Daneben existieren auch konkrete Kippelemente, die bei Überschreiten eines Tipping Points ihren Zustand rasch und meist schwer, zum Teil auch irreversibel ändern können. Wenngleich die Existenz der Kippelemente als nahezu gesichert gilt, ist nur näherungsweise bekannt, zu welchem Zeitpunkt die Tipping Points dieser Elemente wirksam werden. Forschungen zur Schmelzdynamik von Gletschern des Westantarktischen Eisschildes ergaben, dass der Tipping Point für ihr Abschmelzen erreicht wurde. Allein die Masse des dortigen Pine-Island-Gletschers und weiterer Gletscher im Gebiet der Amundsensee würde zu einem Anstieg des Meeresspiegels um 1,2 m weltweit führen. Es ist zugleich ein Beispiel für einen Point of no Return, da sich das weitergehende Abschmelzen in den kommenden Jahrhunderten auch durch eine verringerte globale Erwärmung wahrscheinlich nicht mehr aufhalten ließe: Durch das bereits heute gemessene dünner werdende Schelfeis beziehungsweise dessen in Richtung Festland zurückweichende Aufsetzlinie fehlt es den Gletschern immer stärker an Halt, sie gleiten zunehmend schneller ins Meer, wo die Temperatur wesentlich höher ist als auf dem Land.
Auch bei der Diskussion der Biodiversitätskrise in Ökologie und Erdsystemforschung werden vermehrt Kippelemente identifiziert. Zur Eindämmung der Klimakrise werden in der Klimaforschung auch wie oben netzwerkökonomische „soziale Kippprozesse“ diskutiert.

### Physik
Bei der Zubereitung von Popcorn kann das Phänomen des Tipping Points (und des Umkehrgrenzpunktes) beobachtet werden. Man gibt einige Millimeter hoch Speiseöl in einen Topf, fügt Maiskörner hinzu und erhitzt den Topf. Zunächst ist lediglich zu beobachten, dass der Topf und sein Inhalt wärmer werden. Erst nach einigen Minuten, wenn das Öl die Temperatur von 163 Grad Celsius erreicht hat, wird das erste Maiskorn aufplatzen. Ein Maiskorn hat außen eine harte und stabile Hülle, die mit weicher und wasserhaltiger Stärke gefüllt ist. Das Wasser im Inneren beginnt zu kochen und zu verdampfen, wobei durch den entstehenden Druck die Hülle nicht mehr standhalten kann und folglich platzt. Nach und nach werden jetzt die Maiskörner explodieren, erst wenige, dann immer mehr und schneller (Tipping Point), darauffolgend immer weniger und langsamer, bis die Temperatur von 169 Grad Celsius erreicht wird. Der Tipping Point liegt daher in einem Intervall von ungefähr 6 Grad, da die Maiskörner nicht gleich groß und die Hüllen der Maiskörner nicht gleich dick sind. Im Bereich von 163 bis 169 Grad Celsius werden fast alle Körner platzen; zudem ist der Prozess nicht mehr umkehrbar. Im Mikrowellenherd verläuft der Prozess bei mit Öl vermengten Maiskörnern im Papiersack ähnlich.